# Saint-Julien, Hérault
Saint-Julien är en kommun i departementet Hérault i regionen Occitanien i södra Frankrike. Kommunen ligger i kantonen Olargues som tillhör arrondissementet Béziers. År 2022 hade Saint-Julien 225 invånare.

## Befolkningsutveckling
Antalet invånare i kommunen Saint-Julien
Referens:INSEE